# 福島県道295号芦ノ口大槻線
福島県道295号芦ノ口大槻線（ふくしまけんどう295ごう あしのくちおおつきせん）は、福島県郡山市を通る一般県道である。

## 路線概要

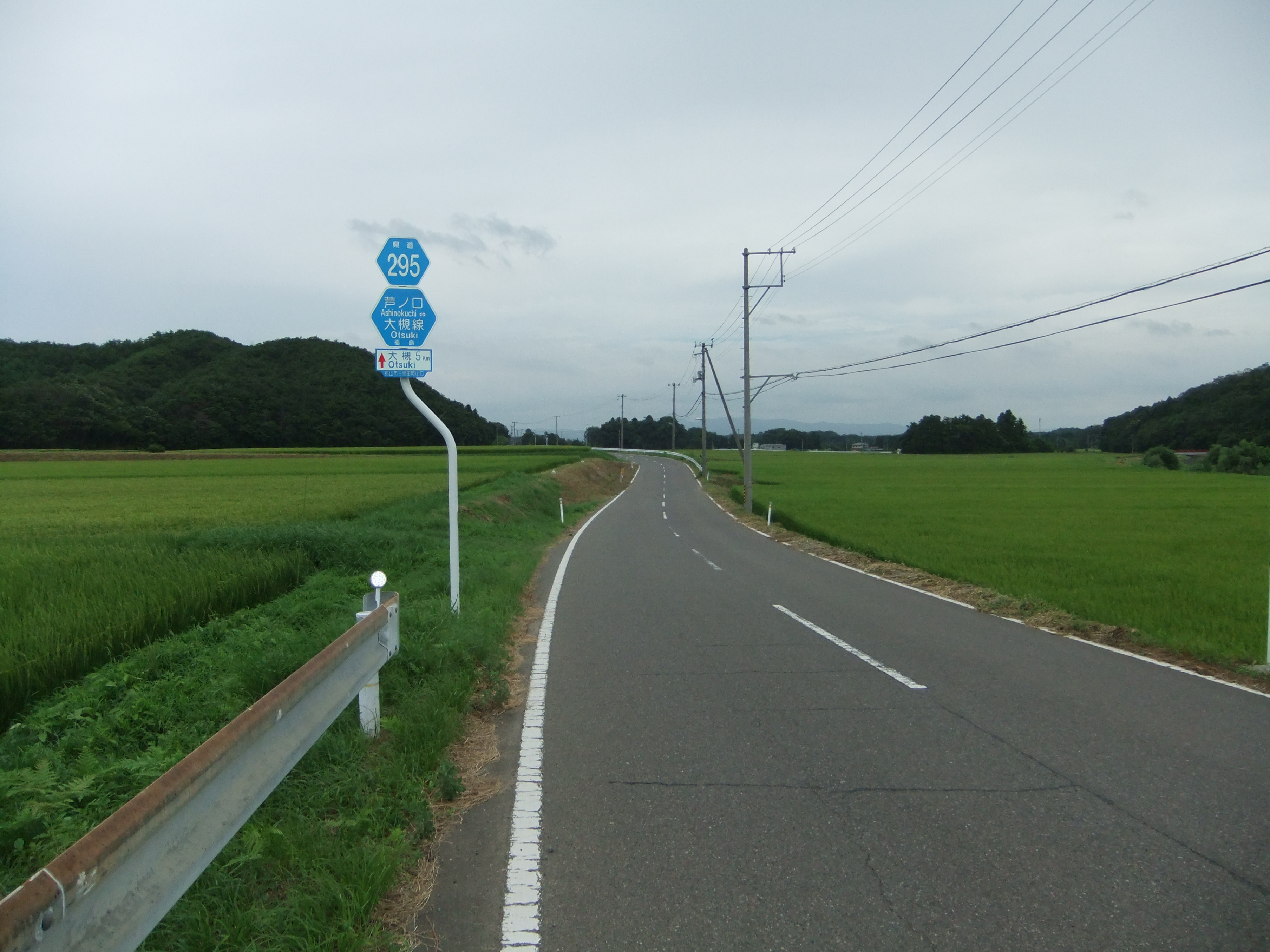
郡山市三穂田町山口宮（起点から約400m先）

- 起点：郡山市三穂田町山口字芦ノ口
- 終点：郡山市大槻町字上町
- 総延長：5.543km[1]
  - 実延長：総延長に同じ
- 路線認定年月日：1959年8月31日[2]

### 道路施設
新橋
- 全長：28.7m
- 幅員：7.5m
- 竣工：1974年[3]

三穂田町山口字芦ノ口、字前芦ノ口にて一級水系阿武隈川水系多田野川を渡る。
耳取橋
- 全長：21.2m
- 幅員：5.5（9.25）m
- 形式：PC単純プレテン中空床版桁橋
- 竣工：2007年
- 施工：東日本コンクリート

大槻町字愛宕西から字桜木に跨り、一級水系阿武隈川水系南川放水路を渡る。また、橋上流側が字三角田に位置し、橋北詰が三字境となっている。橋上は上下対向2車線で供用されており、下り線側に幅員2.5mの歩道が設置されている。1986年に発生した8.5水害を契機とした南川総合流域防災事業による河川改修に伴い架け替えが行われた。総工費は6400万円。

## 通過する自治体
- 福島県
  - 郡山市

## 接続・交差する道路
- 福島県道29号長沼喜久田線（三穂田町山口字芦ノ口 起点）
- 福島県道6号郡山湖南線（大槻町字上町 終点）

## 沿線
- 郡山カントリークラブ
- 尚志高等学校